# Élections législatives de 1993 dans la Sarthe
Les élections législatives françaises de 1993 se déroulent les 21 et 28 mars 1993. Dans le département de la Sarthe, cinq députés sont à élire dans le cadre de cinq circonscriptions.

## Élus
| Circonscription | Député sortant      | Parti | Parti | Député élu ou réélu | Parti | Parti    |
| --------------- | ------------------- | ----- | ----- | ------------------- | ----- | -------- |
| 1re             | Gérard Chasseguet   |       | RPR   | Pierre Hellier      |       | UDF (PR) |
| 2e              | Raymond Douyère     |       | PS    | Jean-Marie Geveaux  |       | RPR      |
| 3e              | Guy-Michel Chauveau |       | PS    | Antoine Joly        |       | RPR      |
| 4e              | François Fillon     |       | RPR   | François Fillon     |       | RPR      |
| 5e              | Jean-Claude Boulard |       | PS    | Pierre Gascher      |       | RPR      |

## Positionnement des partis
Les candidats d'alliance RPR-UDF et divers droite se présentent sous la bannière de l'Union pour la France et ceux du Parti socialiste derrière l'Alliance des Français pour le Progrès. Par ailleurs, Les Verts et Génération écologie s'unissent sous l'étiquette Entente des écologistes.

## Résultats

### Résultats à l'échelle du département
| Parti          | Parti                                       | Premier tour | Premier tour | Second tour | Second tour | Sièges |
| Parti          | Parti                                       | Voix         | %            | Voix        | %           | Sièges |
| -------------- | ------------------------------------------- | ------------ | ------------ | ----------- | ----------- | ------ |
|                | Rassemblement pour la République            | 82 798       | 34,25        | 102 098     | 54,00       | 4      |
|                | Union pour la démocratie française          | 35 893       | 14,85        | 18 396      | 9,73        | 1      |
|                | Centre national des indépendants et paysans | 826          | 0,34         |             |             | 0      |
|                | Union pour la France                        | 119 517      | 49,44        | 120 494     | 63,72       | 5      |
|                |                                             |              |              |             |             |        |
|                | Parti socialiste                            | 44 965       | 18,60        | 68 592      | 36,28       | 0      |
|                | Alliance des Français pour le progrès       | 44 965       | 18,60        | 68 592      | 36,28       | 0      |
|                |                                             |              |              |             |             |        |
|                | Génération écologie                         | 10 776       | 4,46         |             |             | 0      |
|                | Les Verts                                   | 5 824        | 2,41         | 0           |             |        |
|                | Entente des écologistes                     | 16 600       | 6,87         |             |             | 0      |
|                |                                             |              |              |             |             |        |
|                | Front national                              | 19 372       | 8,01         |             |             | 0      |
|                | Parti communiste français                   | 17 014       | 7,04         | 0           |             |        |
|                | Extrême gauche dont LO, PT et SÉGA          | 14 943       | 6,18         | 0           |             |        |
|                | Le Trèfle - Les nouveaux écologistes        | 9 309        | 3,85         | 0           |             |        |
|                |                                             |              |              |             |             |        |
| Inscrits       | Inscrits                                    | 374 149      | 100,00       | 304 400     | 100,00      | 5      |
| Abstentions    | Abstentions                                 | 113 346      | 30,29        | 98 372      | 32,32       |        |
| Votants        | Votants                                     | 260 803      | 69,71        | 206 028     | 67,68       |        |
| Blancs et nuls | Blancs et nuls                              | 19 083       | 7,32         | 16 942      | 8,22        |        |
| Exprimés       | Exprimés                                    | 241 720      | 92,68        | 189 086     | 91,78       |        |

### Résultats par circonscription

#### Première circonscription (Le Mans - Fresnay-sur-Sarthe)
| Candidat       | Candidat                  | Parti          | Premier tour | Premier tour | Second tour | Second tour |  |
| Candidat       | Candidat                  | Parti          | Voix         | %            | Voix        | %           |  |
| -------------- | ------------------------- | -------------- | ------------ | ------------ | ----------- | ----------- |  |
|                | Gérard Chasseguet sortant | RPR            | 13 665       | 32,38        | 16 629      | 47,48       |  |
|                | Pierre Hellier élu        | UDF (PR)       | 9 445        | 22,38        | 18 396      | 52,52       |  |
|                | Jean-Pierre Duval         | PS (ADFP)      | 4 812        | 11,4         |             |             |  |
|                | Gérard Bondoux            | FN             | 3 600        | 8,53         |             |             |  |
|                | Lionel Renusson           | Les Verts (EÉ) | 3 029        | 7,18         |             |             |  |
|                | François Plet             | SÉGA           | 2 487        | 5,89         |             |             |  |
|                | Martin Combe              | PCF            | 1 934        | 4,58         |             |             |  |
|                | Claudette Villain         | LT-LNÉ         | 1 582        | 3,75         |             |             |  |
|                | André Lancteau            | LO             | 826          | 1,96         |             |             |  |
|                | Gérard Hamelin            | CNIP           | 826          | 1,96         |             |             |  |
|                |                           |                |              |              |             |             |  |
| Inscrits       | Inscrits                  | Inscrits       | 65 792       | 100,00       | 65 779      | 100,00      |  |
| Abstentions    | Abstentions               | Abstentions    | 20 657       | 31,4         | 24 942      | 37,92       |  |
| Votants        | Votants                   | Votants        | 45 135       | 68,6         | 40 837      | 62,08       |  |
| Blancs et nuls | Blancs et nuls            | Blancs et nuls | 2 929        | 6,49         | 5 812       | 14,23       |  |
| Exprimés       | Exprimés                  | Exprimés       | 42 206       | 93,51        | 35 025      | 85,77       |  |

#### Deuxième circonscription (Le Mans-Est)
| Candidat       | Candidat                | Parti          | Premier tour | Premier tour | Second tour | Second tour |  |
| Candidat       | Candidat                | Parti          | Voix         | %            | Voix        | %           |  |
| -------------- | ----------------------- | -------------- | ------------ | ------------ | ----------- | ----------- |  |
|                | Jean-Marie Geveaux élu  | RPR            | 12 694       | 26,02        | 24 994      | 52,23       |  |
|                | Raymond Douyère sortant | PS (ADFP)      | 8 056        | 16,51        | 22 863      | 47,77       |  |
|                | Patrick Piard           | UDF (CDS)      | 5 762        | 11,81        |             |             |  |
|                | Daniel Boulay           | PCF            | 5 626        | 11,53        |             |             |  |
|                | Philippe Goude          | SÉGA           | 5 131        | 10,52        |             |             |  |
|                | Charles Met             | FN             | 4 451        | 9,12         |             |             |  |
|                | Jean-François Paquin    | GÉ (EÉ)        | 3 352        | 6,87         |             |             |  |
|                | Henri Leyraud           | LT-LNÉ         | 2 075        | 4,25         |             |             |  |
|                | Gérard Desiles          | PT             | 833          | 1,71         |             |             |  |
|                | Michel de Pierrepont    | LO             | 805          | 1,65         |             |             |  |
|                |                         |                |              |              |             |             |  |
| Inscrits       | Inscrits                | Inscrits       | 79 333       | 100,00       | 79 324      | 100,00      |  |
| Abstentions    | Abstentions             | Abstentions    | 26 710       | 33,67        | 27 256      | 34,36       |  |
| Votants        | Votants                 | Votants        | 52 623       | 66,33        | 52 068      | 65,64       |  |
| Blancs et nuls | Blancs et nuls          | Blancs et nuls | 3 838        | 7,29         | 4 211       | 8,09        |  |
| Exprimés       | Exprimés                | Exprimés       | 48 785       | 92,71        | 47 857      | 91,91       |  |

#### Troisième circonscription (La Flèche)
| Candidat       | Candidat                    | Parti          | Premier tour | Premier tour | Second tour | Second tour |  |
| Candidat       | Candidat                    | Parti          | Voix         | %            | Voix        | %           |  |
| -------------- | --------------------------- | -------------- | ------------ | ------------ | ----------- | ----------- |  |
|                | Guy-Michel Chauveau sortant | PS (ADFP)      | 13 594       | 26,27        | 23 244      | 44,44       |  |
|                | Antoine Joly élu            | RPR            | 13 107       | 25,33        | 29 058      | 55,56       |  |
|                | Louis-Jean de Nicolaÿ       | UDF (PR)       | 11 566       | 22,35        | Retrait     | Retrait     |  |
|                | Jean-Claude Barlement       | FN             | 4 169        | 8,06         |             |             |  |
|                | Jean-François Cointre       | GÉ (EÉ)        | 3 639        | 7,03         |             |             |  |
|                | Huguette Hérin              | PCF            | 3 585        | 6,93         |             |             |  |
|                | Francis Batt                | LT-LNÉ         | 2 090        | 4,04         |             |             |  |
|                | Guy Cailleau                | Divers droite  | 0            | 0            |             |             |  |
|                |                             |                |              |              |             |             |  |
| Inscrits       | Inscrits                    | Inscrits       | 77 890       | 100,00       | 77 845      | 100,00      |  |
| Abstentions    | Abstentions                 | Abstentions    | 22 157       | 28,45        | 21 888      | 28,12       |  |
| Votants        | Votants                     | Votants        | 55 733       | 71,55        | 55 957      | 71,88       |  |
| Blancs et nuls | Blancs et nuls              | Blancs et nuls | 3 983        | 7,15         | 3 655       | 6,53        |  |
| Exprimés       | Exprimés                    | Exprimés       | 51 750       | 92,85        | 52 302      | 93,47       |  |

#### Quatrième circonscription (Sablé-sur-Sarthe)
|                | François Fillon sortant réélu | RPR (UPF)      | 27 527 | 58,59  |  |  |  |
|                | Géraud Guibert                | PS (ADFP)      | 5 586  | 11,89  |  |  |  |
|                | Yvon Luby                     | PCF            | 3 807  | 8,1    |  |  |  |
|                | Hubert Bigeard                | FN             | 2 966  | 6,31   |  |  |  |
|                | Didier Bourgy                 | Les Verts (EÉ) | 2 795  | 5,95   |  |  |  |
|                | Michel Bertin                 | SÉGA           | 1 825  | 3,88   |  |  |  |
|                | Valérie Jacquin               | LT-LNÉ         | 1 566  | 3,33   |  |  |  |
|                | Pierre Varenne                | LO             | 912    | 1,94   |  |  |  |
|                |                               |                |        |        |  |  |  |
| Inscrits       | Inscrits                      | Inscrits       | 69 667 | 100,00 |  |  |  |
| Abstentions    | Abstentions                   | Abstentions    | 20 034 | 28,76  |  |  |  |
| Votants        | Votants                       | Votants        | 49 633 | 71,24  |  |  |  |
| Blancs et nuls | Blancs et nuls                | Blancs et nuls | 2 649  | 5,34   |  |  |  |
| Exprimés       | Exprimés                      | Exprimés       | 46 984 | 94,66  |  |  |  |

#### Cinquième circonscription (Le Mans-Mamers)
| Candidat       | Candidat                    | Parti          | Premier tour | Premier tour | Second tour | Second tour |  |
| Candidat       | Candidat                    | Parti          | Voix         | %            | Voix        | %           |  |
| -------------- | --------------------------- | -------------- | ------------ | ------------ | ----------- | ----------- |  |
|                | Pierre Gascher élu          | RPR            | 15 805       | 30,4         | 31 417      | 58,29       |  |
|                | Jean-Claude Boulard sortant | PS (ADFP)      | 12 917       | 24,84        | 22 485      | 41,71       |  |
|                | Guy Lardeyret               | UDF (PR)       | 9 120        | 17,54        |             |             |  |
|                | Marcel de Cossé-Brissac     | FN             | 4 186        | 8,05         |             |             |  |
|                | Claude Maupay               | GÉ (EÉ)        | 3 785        | 7,28         |             |             |  |
|                | Claude Tessier              | SÉGA           | 2 124        | 4,09         |             |             |  |
|                | Gilles Leproust             | PCF            | 2 062        | 3,97         |             |             |  |
|                | Michel Poinçot              | LT-LNÉ         | 1 996        | 3,84         |             |             |  |
|                |                             |                |              |              |             |             |  |
| Inscrits       | Inscrits                    | Inscrits       | 81 467       | 100,00       | 81 452      | 100,00      |  |
| Abstentions    | Abstentions                 | Abstentions    | 23 788       | 29,2         | 24 286      | 29,82       |  |
| Votants        | Votants                     | Votants        | 57 679       | 70,8         | 57 166      | 70,18       |  |
| Blancs et nuls | Blancs et nuls              | Blancs et nuls | 5 684        | 9,85         | 3 264       | 5,71        |  |
| Exprimés       | Exprimés                    | Exprimés       | 51 995       | 90,15        | 53 902      | 94,29       |  |